# Winterswijx Chaos Front
Winterswijx Chaos Front (WCF) was een hardcorepunkband uit Winterswijk (Nederland).

## Biografie
De band startte met leden Charlie, Japie, Lampie en Ronald. Charlie en Japie speelden slechts enkele optredens mee waarna Harm en Jos bij de band kwamen. Harm ging zingen en Jos speelde basgitaar. Na anderhalf jaar werd Victor toegevoegd als zanger, waarna Harm basgitaar ging bespelen. Hiermee was de band gevormd. Nadat in de Bauplatz in Venlo werden opnamen gemaakt, kreeg de band internationale bekendheid na de uitgave van deze ep. In 1989 stopte de band en gaf een afscheidsconcert in de Chi Chi Club te Winterswijk. In 1993 gaf de band nog een reünieoptreden, eveneens in Winterswijk. In 2006 kwam het werk opnieuw in de belangstelling toen het label Noise & Distortion een heruitgave van de ep op de markt bracht. In 2012 traden zij op in Atak te Enschede, in 2015 (voor de laatste keer) in de DRU Cultuurfabriek te Ulft. Alleen Ronald is nog actief in de muziekwereld en speelt samen met lid van Disabuse in Born Infected.

## Bandleden
- Ronald - gitaar
- Lampie - drums
- Harm - basgitaar
- Victor - zang

## Discografie
- WINTERSWIJK CHAOS FRONT 7" (Krottenbeat Side, 1984)

### Andere projecten
- Babylon: bleibt fahren LP (Babylon Bleibt Fahren, 1985), "Wargames"